# Гранер, Лоуренс Лео
Лоуренс Лео Гранер (англ. Lawrence Leo Graner, 3 апреля 1901 года, город Франклин, Пенсильвания, США — 21 апреля 1982 года, Дакка, Бангладеш) — католический прелат, первый архиепископ Дакки с 15 июля 1950 года по 23 января 1967 года. Член монашеской Конгрегации Святого Креста.

## Биография
Родился в 1901 году в городе Франклин, округ Венанго, Пенсильвания, США. 24 июня 1928 года рукоположён в священники для служения в епархии Дакки.
13 февраля 1947 года римский папа Пий XII назначил его епископом Дакки. 23 апреля 1947 года состоялось его рукоположение в епископы, которое совершил епископ Буффало Джон Фрэнсиc О’Хара
в сослужении с епископом Эри Джоном Марком Ганноном и епископом Форт-Уэйна — Саут-Бенда Джоном Фрэнсисом Ноллом.
15 июля 1950 года римский папа Иоанн XXIII возвёл епархию Дакии в ранг архиепархии и Лоуренс Лео Гранер стал её первым архиепископом.
Участвовал в работе II Ватиканского Собора.
23 января 1967 года подал в отставку. До 23 января 1971 года — титулярный архиепископ Вазари-.
Скончался в апреле 1982 года в Дакке.